# Graciela Borges
Graciela Noemí Zabala (Buenos Aires; 10 de junio de 1942) conocida artísticamente como Graciela Borges es una primera actriz de cine, teatro, televisión y conductora de radio argentina. 
Destacada por su talento y gran atractivo, encarnó la belleza argentina de los años sesenta y setenta, y su participación en varios filmes la convirtió en la actriz más famosa del cine nacional. Algunas de sus principales cintas son Piel de verano (1961), La terraza (1963), Circe (1964), Crónica de una señora (1970), Heroína (1972), La ciénaga (2001), La Quietud (2018) y El cuento de las comadrejas (2019).
A lo largo de su exitosa carrera realizó más de 50 filmes y en 2006 fue distinguida por la revista Vogue de Francia como «la gran actriz del cine argentino». Obtuvo el Premio Concha de Plata a la mejor actriz en el Festival de Cine de San Sebastián por su interpretación en Crónica de una señora (1970). También, fue acreedora de dos galardones en los Premios Cóndor de Plata y en 2015 obtuvo un premio honorífico a la trayectoria. En los Premios Sur, otorgados por la Academia de Artes y Ciencias Cinematográficas de la Argentina, fue galardonada como Mejor Actriz por su interpretación en Las manos (2006) y nuevamente en la misma categoría por El cuento de las comadrejas (2019). Su papel en La ciénaga (2001) le valió el Premio a la Mejor Actriz en el Festival Internacional del Nuevo Cine Latinoamericano de La Habana. Además, obtuvo tres veces el Premio Konex (1981, 2001 y 2011).
En el año 2002, fue nombrada Ciudadana Ilustre de la Ciudad de Buenos Aires.

## Biografía

### Primeros años
Graciela Noemí Zabala, conocida por su nombre artístico Graciela Borges, nació el 10 de junio de 1942 en Buenos Aires. Vivió con sus padres y su hermano Marcelo, y asistió a un colegio de monjas irlandesas.

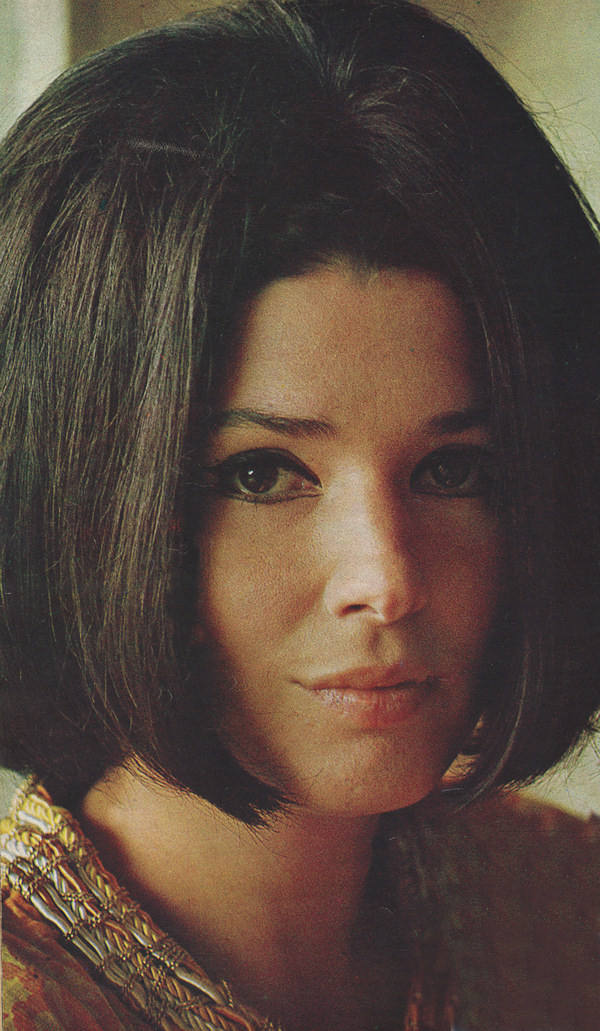
Borges en una foto publicitaria de 1970

De pequeña carga consigo el peso de su característica más importante, su voz. Aquella voz, que para muchos es sinónimo de cine, en algún momento fue motivo de burla de sus compañeras. Según contó la misma Borges, sus compañeras se reían de aquella niña con un aspecto tan frágil y una voz tan imponente, y se rieron tanto que Graciela dejó de hablar.
Graciela creció siendo muy tímida. Pasó parte de su infancia viajando junto a su madre y recorriendo Europa, y este aspecto de su vida terminó de formar aquella personalidad que poco encajaba con la gente de su edad.
Un hito en su vida fue cuando una amiga de su madre, Leonor, le comentó que su hija tampoco hablaba mucho, por lo que decidieron mandarlas a clases de declamación, un arte escénico que consiste en la interpretación colérica de un tema que genere cierta polémica o desagrado. Fue allí en donde descubrió que a través de un texto, “de palabras de otros” como ella suele decir, se podía comunicar mejor con sus compañeras. A partir de entonces comenzó a dedicarse a producciones teatrales en su colegio y a probar suerte en el cine.
A los 15 años de edad, una gran oportunidad llamó a su puerta. La andaban buscando para participar de una película del reconocido director Hugo del Carril. El filme se titulaba “Una cita con la vida”, y la propuesta entusiasmó mucho a Graciela, que por entonces casi se pierde la chance por un capricho de su padre. El apellido de Graciela Borges es gentileza del escritor Jorge Luis Borges luego de que el padre de la actriz le prohibiera usar el propio, al iniciar su carrera como tal, a los 15 años.Era el año 1958 y la cultura aún juzgaba fuertemente al oficio de la actuación femenina.

### Trayectoria artística

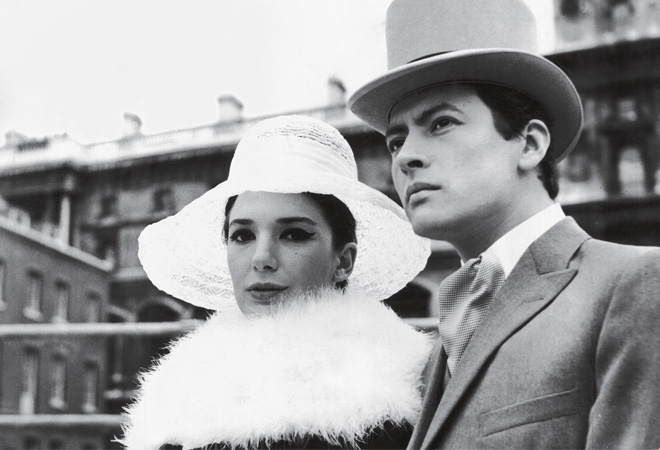
Graciela Borges junto a Palito Ortega en la película El Rey en Londres, de 1966.

Graciela Borges junto a Rita Hayworth en 1976.

Debutó en Una cita con la vida, de Hugo del Carril, junto a Gilda Lousek, saltando ambas a la popularidad como símbolo de la nouvelle belleza argentina. En sus comienzos recibió la oferta de Carlo Ponti para filmar en Europa, propuesta que nunca se concretó.
Fue la musa de Leopoldo Torre Nilson —Fin de fiesta; Piel de verano— y luego de Raúl de la Torre, para quienes protagonizó algunos de los más importantes filmes de estos realizadores fundamentales del cine nacional.
Además trabajó con otros directores como Leonardo Favio, Manuel Antín, Mario Soffici, Lucas Demare, Fernando Ayala, Luis Saslavsky, Alejandro Doria, Ricardo Wullicher, Javier Torre, Lucrecia Martel, Luis Ortega, Daniel Burman y Juan José Campanella.
Formó pareja profesional con los principales actores del cine de Argentina, destacándose especialmente sus actuaciones con Lautaro Murúa y Alfredo Alcón, además de Alberto de Mendoza, Jorge Salcedo, Federico Luppi, Walter Vidarte, Luis Brandoni, Duilio Marzio y Rodolfo Bebán.
En televisión se destacó en Tres destinos, dirigida por María Herminia Avellaneda en 1966, y por su trabajo en Alta comedia; su participación en teatro ha sido mínima, recordándosela en Cartas de amor, y con Nito Artaza. Es además conductora radial.
En 2011, participó en el capítulo final de la primera temporada de la  telecomedia El hombre de tu vida.
Su película más reciente es El cuento de las comadrejas de Juan José Campanella por la que fue nominada en los Premios Platino en la categoría de Mejor Actriz. La película es un remake del film de José Martínez Suárez, Los muchachos de antes no usaban arsénico, que le valió asistir al Festival de Cine de Málaga.

## Vida personal
A los 12 años, Borges vivió un tiempo en la casa de Rafael Alberti. Allí escuchaba a Vittorio Gassman recitar poemas y Miguel Ángel Asturias le enseñaba a leer cuentos. Venía de visita Cecilia Guevara, la madre del Che Guevara, y Matilde Urrutia, la mujer de Pablo Neruda.
El apellido de Graciela Borges es una gentileza del escritor Jorge Luis Borges luego de que el padre de la actriz le prohibiera usar el propio, al iniciar su carrera como tal, a los 14 años.
Se casó a los 20 años con el corredor de automovilismo Juan Manuel Bordeu, con quien tuvo a su único hijo, Juan Cruz Bordeu.
Fue pareja del director de cine Raúl de la Torre
En 2010, Graciela Borges confesó que hacia 1966, cuando vivía en Londres, tuvo un affaire con el músico británico Paul McCartney, de la banda The Beatles.
En 1972, viajó a los Estados Unidos invitada por el agregado cultural de la embajada. En Los Ángeles le organizaron una comida con 40 invitados, entre ellos, Barbra Streisand. El quinto día su anfitrión la llevó a la casa de Frank Sinatra en donde este último entró al comedor con su bata, la saludó, le preguntó por la Argentina y elogió la belleza de la mujer latina.
Es madrina musical y musa inspiradora del joven grupo musical Graciela Borges Band, creado en 2009.
En febrero de 2022, Borges anunció en una entrevista que finalmente se retira del cine. "Sufro de burnout, como Sandra Bullock y Brad Pitt", comentó al anunciar que decidió alejarse definitivamente de los rodajes cinematográficos por esa causa. Dicho diagnóstico fue por el producto de sensaciones asociadas al “agotamiento laboral”, que es un tipo especial de estrés relacionado con el trabajo, un estado de agotamiento físico o emocional que también implica una ausencia de la sensación de logro y pérdida de la identidad personal.

## Filmografía

### Cine

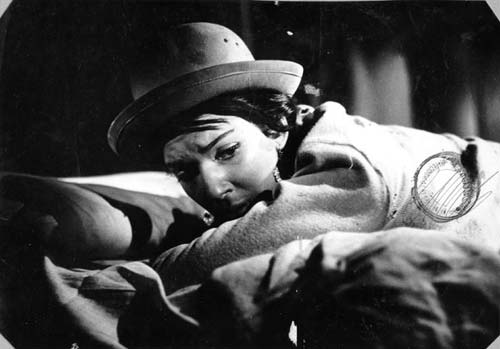
Graciela Borges en Zafra, de Lucas Demare, 1958.

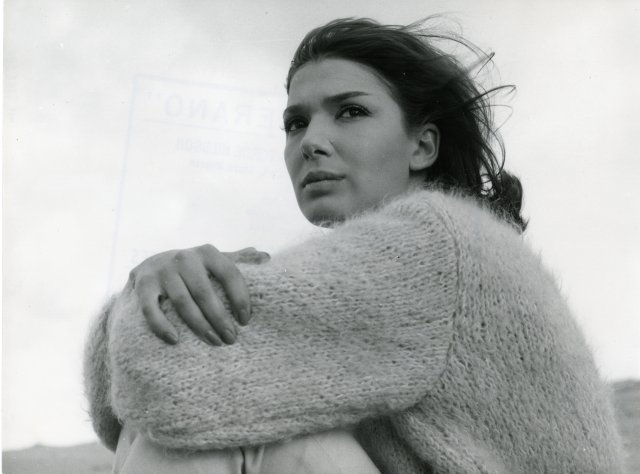
Graciela Borges en Piel de verano, de Leopoldo Torre Nilsson, 1961.

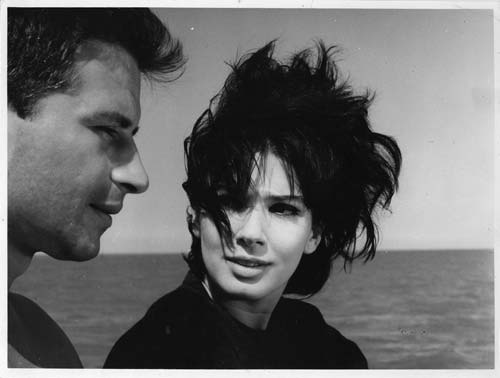
Graciela Borges en Circe, de Manuel Antín, 1964.

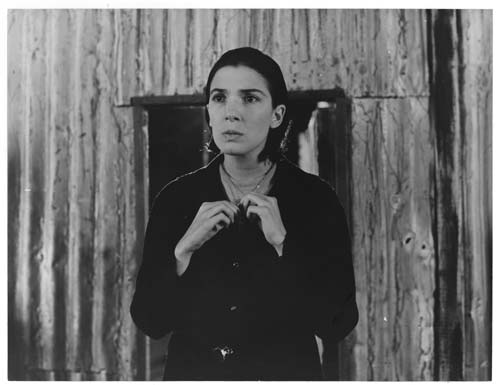
Graciela Borges en El dependiente, de Leonardo Favio, 1969.

| Cine | Cine                                 | Cine                        | Cine                |
| Año  | Título                               | Personaje                   | Notas               |
| ---- | ------------------------------------ | --------------------------- | ------------------- |
| 1958 | El jefe                              | Mima                        |                     |
| 1958 | Una cita con la vida                 | Amiga de Nelida             | Cameo               |
| 1958 | Zafra                                | Damiana                     |                     |
| 1959 | Gringalet                            | Eva                         |                     |
| 1960 | Fin de fiesta                        | Mariana Braceras            |                     |
| 1961 | Piel de verano                       | Marcela                     |                     |
| 1962 | Los viciosos                         | Irene                       |                     |
| 1962 | Propiedad                            | Luisa                       |                     |
| 1963 | La terraza                           | Claudia                     |                     |
| 1963 | Racconto                             | Victoria                    | Película inédita    |
| 1963 | Una excursión a los indios ranqueles |                             | Película inconclusa |
| 1964 | Circe                                | Delia                       |                     |
| 1964 | La boda                              | Ana                         |                     |
| 1965 | Convención de vagabundos             | Nora                        |                     |
| 1965 | Orden de matar                       | Georgina                    |                     |
| 1966 | De profesión, sospechosos            | Laura                       |                     |
| 1966 | El Rey en Londres                    | Celia                       |                     |
| 1966 | Una máscara para Ana                 | Ana                         |                     |
| 1967 | La chica del lunes                   | Nina                        |                     |
| 1967 | Los traidores de San Ángel           | Marina                      |                     |
| 1968 | Martín Fierro                        | Elsa "La capturada"         |                     |
| 1969 | El dependiente                       | Señora Plasini              |                     |
| 1970 | Crónica de una señora                | Rosalia                     |                     |
| 1972 | Heroína                              | Paula "Peny"                |                     |
| 1973 | La revolución                        | Barbara                     |                     |
| 1973 | Vení conmigo                         | Mónica                      |                     |
| 1975 | Triángulo de cuatro                  | Teresa Prado / Sandra       |                     |
| 1976 | Sola                                 | Paula                       |                     |
| 1976 | Puerto Medianero                     | Virginia                    |                     |
| 1977 | Saverio, el cruel                    | Susana Aguirre              |                     |
| 1980 | El infierno tan temido               | Gracia César                |                     |
| 1982 | Los pasajeros del jardín             | María                       |                     |
| 1982 | Pubis angelical                      | Ana Maria Traverso          |                     |
| 1983 | Fiebre amarilla                      | Ines                        |                     |
| 1986 | Pobre mariposa                       | Clara                       |                     |
| 1988 | La casa del monte                    | Angela Villegas             |                     |
| 1989 | Kindergarten                         | Graciela                    | Película inédita    |
| 1990 | El kinder                            | Belen                       |                     |
| 1993 | Funes, un gran amor                  | Azucena Funes / Tena        |                     |
| 1998 | Sobre la tierra                      | Baronesa                    |                     |
| 1998 | Ojos negros                          | Karina                      |                     |
| 2001 | La ciénaga                           | Mercedes "Mecha"            |                     |
| 2002 | ¿Sabés nadar?                        | Madre de Facundo            |                     |
| 2002 | Mercano, el marciano                 | Madre de Julián             | Voz                 |
| 2004 | Tacholas, un actor galaico porteño   | Entrevista                  | Cameo               |
| 2005 | A cada lado                          | Carmen                      |                     |
| 2005 | Monobloc                             | Perla                       |                     |
| 2006 | Las manos                            | Perla                       |                     |
| 2010 | Dos hermanos                         | Susana Garmendier           |                     |
| 2010 | Miss Tacuarembó                      | Miss Gloria Marlene Coitiño |                     |
| 2011 | Viudas                               | Elena                       |                     |
| 2014 | Un amor en tiempos de selfies        | Ella misma                  | Cameo               |
| 2015 | Tokio                                | Nina                        |                     |
| 2015 | El espejo de los otros               | Iris Guerrico               |                     |
| 2016 | Resentimental                        | Narradora                   |                     |
| 2016 | Las imagenes de Helena               | Lucrecia                    | Cortometraje        |
| 2018 | La Quietud                           | Esmeralda Montemayor        |                     |
| 2018 | Relato de una soñadora               | Ella misma                  | Cortometraje        |
| 2019 | El cuento de las comadrejas          | Mara Ordaz                  |                     |

### Televisión

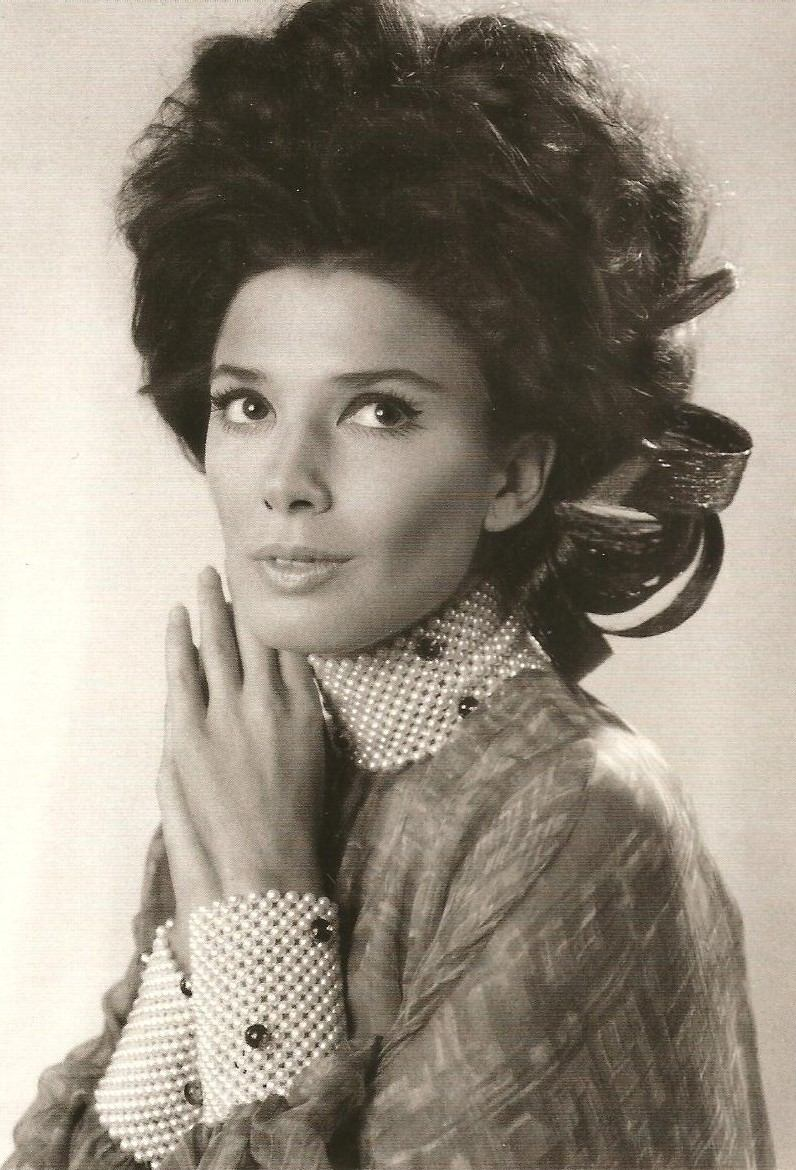
Graciela Borges fotografiada por Annemarie Heinrich en 1971.

| Telenovelas-Ficciones-Sketches | Telenovelas-Ficciones-Sketches | Telenovelas-Ficciones-Sketches               | Telenovelas-Ficciones-Sketches |
| Año                            | Título                         | Personaje                                    | Notas                          |
| ------------------------------ | ------------------------------ | -------------------------------------------- | ------------------------------ |
| 1960                           | Doctores y Doctoras            | Soledad                                      | Recurrente                     |
| 1961                           | Los suicidios constantes       | Marcela Pereyra                              | Coprotagonista                 |
| 1961                           | Obras Maestras                 | Isabel                                       | Coprotagonista                 |
| 1962                           | Lo que buscamos de los hombres | Marisela                                     | Participación especial         |
| 1962                           | Del barrio                     | Laura Velasco                                | Protagonista                   |
| 1964                           | Abismos de olvido              | Leticia Camacho                              | Antagonista                    |
| 1965                           | Alta comedia                   | Varios personajes                            | Varios episodios               |
| 1966                           | Tres Destinos                  | Lucía                                        | Protagonista                   |
| 1967                           | El rostro del diablo           | María de los Angéles Bustamante Martinez     | Protagonista y Antagonista     |
| 1969                           | Evangelicas                    | Verónica Silva                               | Antagonista                    |
| 1970                           | Corazon Salvaje                | Condesa Mónica Altamira Matamoros de Alcaraz | Protagonista                   |
| 1971                           | Los canteros                   | Fernanda Villalba                            | Protagonista                   |
| 1972                           | Culposo dolor                  | Natalia Peñalva                              | Protagonista                   |
| 1974                           | Bellísima Luciana              | Luciana Blanco                               | Protagonista                   |
| 1975                           | Las fieras                     | Helena                                       | Participación estelar          |
| 1976                           | El embrujo                     | Beatriz de Martino                           | Protagonista                   |
| 1977                           | Lo imperdonable                | Alejandra Posadas de Fonseca / Andrea        | Protagonista                   |
| 1977                           | Dulce Anastasia                | Anastasia Litvinov                           | Protagonista                   |
| 1978                           | Cita con la muerte             | Cristina                                     | Protagonista                   |
| 1979                           | El mundo del espectaculo       | Ana                                          | Participación especial         |
| 1980                           | Matadero                       | Gabriela Duval                               | Elenco secundario              |
| 1980                           | Señora Montero                 | Nora Siliano                                 | Antagonista                    |
| 1982                           | Cenizas y Diamantes            | Andrea Ortiz de Flores                       | Antagonista                    |
| 1983                           | Todo por el amor               | Leonor Tasso Noguera                         | Antagonista                    |
| 1984                           | Pelear por la vida             | Clara "Muñeca" Fernández                     | Protagonista                   |
| 1985                           | Noches de luna                 | Lucía Álvarez                                | Coprotagonista                 |
| 1986                           | Inocente María                 | Raquel Linares Pujol                         | Coprotagonista                 |
| 1987                           | Por siempre amigos             | Valeria                                      | Participación especial         |
| 1988                           | Fortuna                        | Malena Angelo                                | Participación especial         |
| 1990                           | Los Jinetes del Alba           | Amalia Sodi                                  | Participación estelar          |
| 1991                           | Más que la Música              | Catalina                                     | Protagonista                   |
| 1992                           | De cuerpo y Alma               | Victoria Noriega vda de Lombardo             | Elenco secundario              |
| 1992-1995                      | Alta comedia                   | Varios personajes                            | Varios episodios               |
| 1995                           | Cha-Cha-Cha                    | Samantha                                     | Participación especial         |
| 1997                           | Son o se hacen                 | Daniela Marzione                             | Participación especial         |
| 1999                           | La Argentina de Tato           | Catherine Deneuve                            | Participación especial         |
| 2000                           | Primicias                      | Inés Rivera Fuente                           | Participación especial         |
| 2000                           | Tiempo Final                   | Carla                                        | Epi: «Huéspedes»               |
| 2002                           | Infieles                       | Mónica                                       | Epi: «Marcelo cocina»          |
| 2005                           | Quinto mandamiento             | Peggy                                        | Epi: «Desarmadero»             |
| 2005                           | Botines                        | Madre de Carla                               | Epi: «El diario de Carla»      |
| 2011                           | El hombre de tu vida           | Stella Fernández Urquijo                     | Participación especial         |
| 2017                           | Vida de película               | Lila                                         | Participación especial         |
| 2021                           | Terapia alternativa            | Grace                                        | Participación especial         |

## Radio
- 2014-presente: Una mujer, Radio Nacional.

## Premios y distinciones

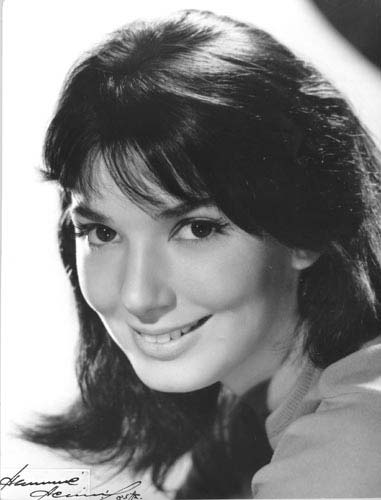
Borges fotografiada por Annemarie Heinrich en 1960.

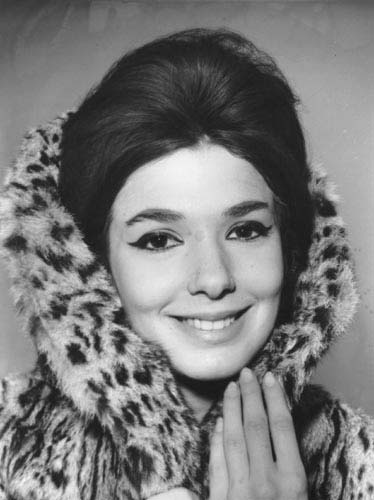
Borges en 1960.

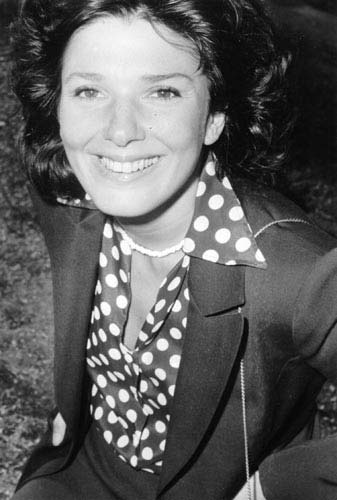
Graciela Borges en 1975.

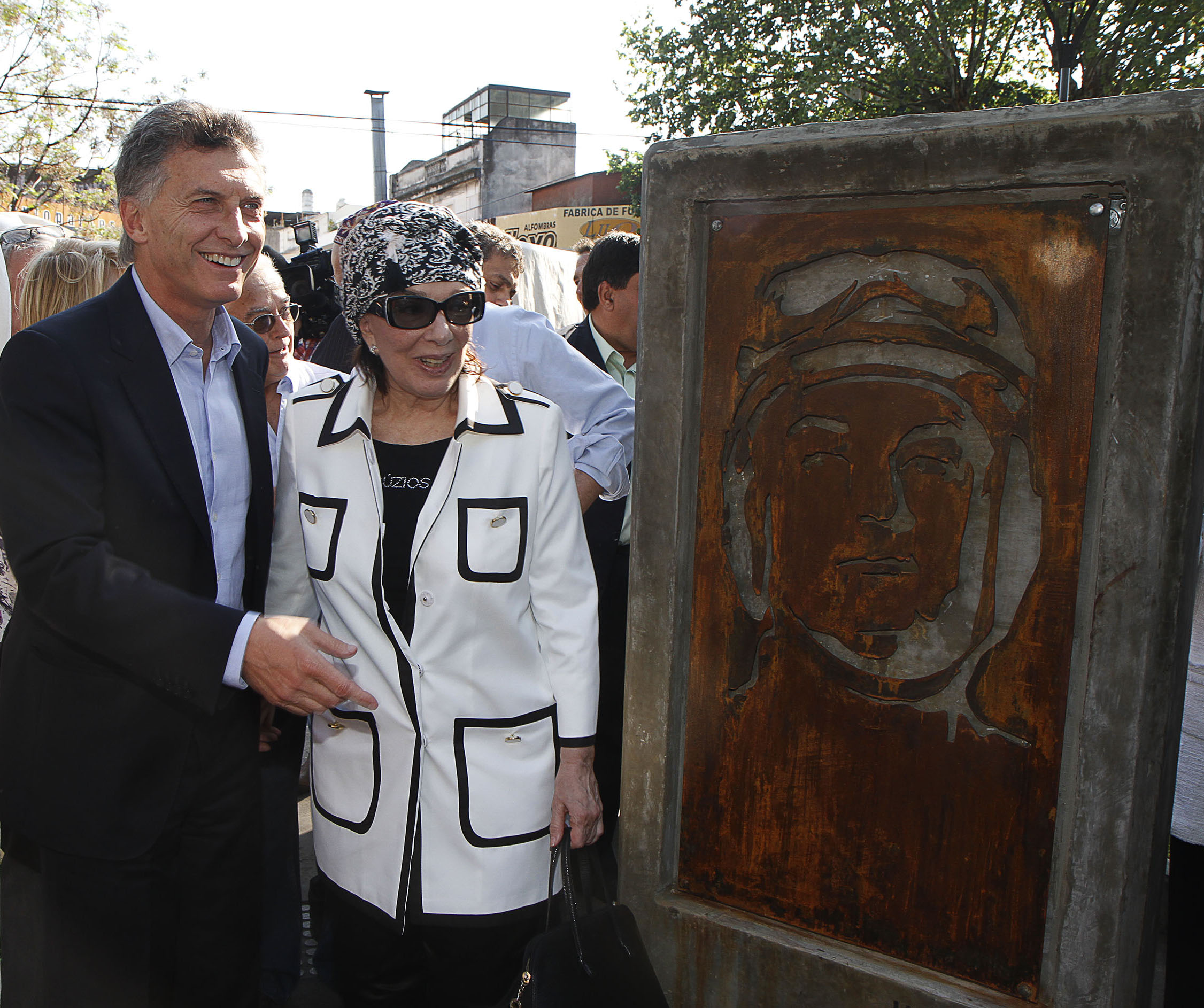
Graciela Borges junto al expresidente de Argentina, Mauricio Macri, en 2013.

Festival Internacional de Cine de San Sebastián
| Año  | Categoría                         | Película              | Resultado |
| ---- | --------------------------------- | --------------------- | --------- |
| 1971 | Concha de Plata a la mejor actriz | Crónica de una señora | Ganadora  |

Premios Sur
| Año  | Categoría       | Película                    | Resultado |
| ---- | --------------- | --------------------------- | --------- |
| 2006 | Mejor Actriz    | Las manos                   | Ganadora  |
| 2010 | Mejor Actriz    | Dos hermanos                | Nominada  |
| 2011 | Mejor Actriz    | Viudas                      | Nominada  |
| 2019 | Mejor Actriz    | El cuento de las comadrejas | Ganadora  |
| 2022 | Premio de Honor | -                           | Ganadora  |

Premios Cóndor de Plata
| Año  | Categoría               | Película       | Resultado |
| ---- | ----------------------- | -------------- | --------- |
| 1970 | Mejor Actriz            | El dependiente | Nominada  |
| 2001 | Mejor Actriz            | La Ciénaga     | Ganadora  |
| 2006 | Mejor Actriz            | Las manos      | Nominada  |
| 2010 | Mejor Actriz            | Dos hermanos   | Nominada  |
| 2011 | Mejor Actriz            | Viudas         | Nominada  |
| 2015 | Premio a la trayectoria | -              | Ganadora  |
| 2018 | Mejor Actriz de Reparto | La Quietud     | Ganadora  |

Premios Martín Fierro
| Año  | Categoría                    | Película             | Resultado |
| ---- | ---------------------------- | -------------------- | --------- |
| 1993 | Actriz dramática protagónica | Alta comedia         | Ganadora  |
| 2011 | Mejor actuación especial     | El hombre de tu vida | Nominada  |

Premios Platino
| Año  | Categoría    | Película                    | Resultado |
| ---- | ------------ | --------------------------- | --------- |
| 2019 | Mejor Actriz | El cuento de las comadrejas | Nominada  |

Festival de Cine de La Habana
| Año  | Categoría    | Película   | Resultado |
| ---- | ------------ | ---------- | --------- |
| 2001 | Mejor Actriz | La Ciénaga | Ganadora  |

Premios Clarín
| Año  | Categoría    | Película  | Resultado |
| ---- | ------------ | --------- | --------- |
| 2006 | Mejor Actriz | Las manos | Nominada  |

Festival de Cine de Cartagena
| Año  | Categoría               | Película  | Resultado |
| ---- | ----------------------- | --------- | --------- |
| 2006 | Mejor Actriz de Reparto | Las manos | Ganadora  |

Premio Konex
| Año  | Categoría                        | Resultado |
| ---- | -------------------------------- | --------- |
| 1981 | Premio Konex - Diploma al Mérito | Ganadora  |
| 2001 | Premio Konex - Diploma al Mérito | Ganadora  |
| 2011 | Premio Konex de Platino          | Ganadora  |

### Otros reconocimientos
- Premio a la trayectoria Bafici 2017[13]
- Premio Salvador Sammaritano por su trayectoria, 2013[14]
- Festival Internacional de Cine de San Sebastián, Premio Perla del Cantábrico 1963 por Los viciosos y 1968 por El dependiente.
- Fue elegida Miss Diario del Cine en un programa de Radio Belgrano.